# Tywin Lannister
Tywin Lannister är en karaktär i bokserien Sagan om is och eld av George R. R. Martin och i TV-serien Game of Thrones, som baseras på böckerna. Han spelas av Charles Dance och är Lannister-släktens överhuvud.
Tywin Lannister är en äldre man med blont hår och ett auktoritärt utseende. I böckerna är han skallig med stora polisonger. Tywin är en mycket mäktig och grym man med enorm pondus. Lord Tywins inflytande är så stort att han i praktiken är mäktigare än kungen och han sägs även vara den rikaste mannen i Westeros. Han är änkling till sin kusin Joanna Lannister och har tre barn, Cersei, Jaime och Tyrion. Tywin är en erfaren general och skicklig strateg. Han hatar sin yngsta son Tyrion på grund av dennes deformitet samt det faktum att Joanna dog när hon födde honom, något som Tywin anklagar Tyrion för.